# Псарёв, Виктор Пантелеевич
Виктор Пантелеевич Псарёв (род. 7 апреля 1950 года, Лениногорск, Восточно-Казахстанская область, КазССР, СССР) — советский и российский художник, член-корреспондент Российской академии художеств (2001). Народный художник Российской Федерации (1995).

## Биография
Родился 7 апреля 1950 года в г. Лениногорске (с 2002 года — Риддер) Восточно-Казахстанской области КазССР, живёт и работает в Москве.
В 1970 году — окончил художественное училище имени Н. В. Гоголя в Алма-Ате, в 1980 году — окончил Московский художественный институт имени В. И. Сурикова у Т. Т. Салахова.
С 1980 года — художник Студии военных художников имени М. Б. Грекова, с 1994 года — член художественного совета Студии.
С 1982 года — член Союза художников СССР, России, с 1993 года — член Международного художественного фонда.
В 2001 году — избран членом-корреспондентом Российской академии художеств от Отделения живописи.

## Творческая деятельность
Основные произведения: «Вечер» (1977 г.), «Декабристы» и «Портрет молодого солдата» (1981 г.), «Центральная переправа через Волгу», панорама «Сталинградская битва» (1982 г.), «Память. 9-я Мая» (1978—1985 гг.), «Семейный портрет. Реквием» (1987 г.), портреты Владимира Высоцкого и Василия Шукшина из серии «Сыны России» (1988 г.), триптих «Раны сердца» (1989 г.), «За землю Русскую» (1991 г.), «Материнство» (1994 г.), «Бородинское поле» (1994 г.), «Петр Великий» (1996 г.), росписи Храма Христа Спасителя (1998—1999 гг.), серия пейзажей «Сантарин», «Греция» (2002 г.), «Художник и время» (2004 г.).
Произведения находятся в музейных и частных коллекциях в России и за рубежом.
Участник выставок с 1972 года, творческие поездки в Болгарию (1978 г.), в Италию (1989 г.), в Грецию (1990 г.), в США (1991 г.).
Участник росписи Храма Христа Спасителя.

## Награды
- Народный художник Российской Федерации (1995)[1]
- Заслуженный художник РСФСР (1989)
- Премия Ленинского комсомола (1984) — за картины «Память. 9 Мая», «Крылатые сыны Отчизны», «Юность. Дороги отцов»; Аксёнов, Игорь Анатольевич, самодеятельный художник, — за серию политических плакатов, посвящённых борьбе за мир
- Медаль «В память 800-летия Москвы» (1997)
- Орден Преподобного Сергия Радонежского III степени (2000)
- I премия Академии Павловича (Болгария) (1978)
- Памятная медаль за участие в воссоздании Храма Христа Спасителя (1999)
- Диплом Академии художеств СССР III степени за картины «Шахтерский натюрморт» и «Рыбаки» (1978)
- Диплом РАХ за серию картин «Память» (1997)